# Зайцев, Алексей Александрович (футболист)
Алексе́й Алекса́ндрович За́йцев (24 марта 1987, Речица) — белорусский футболист, центральный полузащитник, известный по выступлениям за «Славию», также игрок в мини-футбол.

## Карьера
Воспитанник ДЮСШ города Речица, первый тренер — Василий Васильевич Чемер.
В 2004 году, в 17-летнем возрасте начал привлекаться к тренировкам с основным составом мозырской «Славии», попадал в число запасных на матчи чемпионата Белоруссии. В следующем сезоне дебютировал в чемпионате в составе «Славии», всего в сезоне 2005 года провёл 13 матчей в высшей лиге.
В 2006 году подписал контракт с ведущим клубом Белоруссии — борисовским БАТЭ. За четыре года в составе клуба не провёл ни одной официальной игры (не считая матчей на Кубок чемпионов Содружества), много времени пропустил из-за травм. В 2007 году был отдан в аренду в могилёвский «Савит», с которым выиграл турнир первой лиги, сыграв все 26 матчей. По окончании контракта с БАТЭ покинул клуб и завершил профессиональную карьеру.
Призывался в юношескую сборную Белоруссии, провёл в её составе 2 матча.
После ухода из большого футбола выступал за мини-футбольный клуб «Речица», в его составе участвовал в чемпионате Белоруссии по мини-футболу в высшей и первой лиге.